# Magion
Magion je název řady malých družic Země určených k výzkumu parametrů MAGnetického pole, IONosféry a plazmatu v okolí Země. Tyto družice byly součástí fyzikálních výzkumů v rámci československého kosmického programu. Vyvinuli je pracovníci Geofyzikálního ústavu ČSAV (od roku 1994 lidé i program přešli do Ústavu fyziky atmosféry AV ČR) a od roku 1978 vypouštěny s družicemi v rámci mezinárodního programu Interkosmos. Poslední dvě startovaly společně s většími satelity programu Interbol. Pohybovaly se po protáhlých eliptických drahách v horní ionosféře, případně procházely oblastmi se zvýšeným zářením (Van Allenovy pásy).
Magion 4 v apogeu vylétal až za pás geostacionárních družic a v některých obdobích roku opouštěl zemskou magnetosféru a zkoumal sluneční vítr.
Komunikaci s družicemi udržovala Česká radiová komunikační stanice v Panské Vsi.

## Magion 1
Poté, co byl v roce 1967 skupinou socialistických zemí přijat program společné práce v oblasti mírového výzkumu Interkosmos, byl jako vůbec první československá družice vypuštěn dne 24. října 1978 ze sovětského arktického kosmodromu Pleseck nosnou raketou Kosmos-3M společně s mateřskou družicí Interkosmos-18 satelit Magion 1.
Po umístění na oběžné dráze byly jeho parametry:
- sklon dráhy 82,96°
- perigeum 406 km
- apogeum 764 km
- perioda 96,4 min

Družice měla tvar kvádru o rozměrech 30 × 30 × 16 cm a hmotnost 15 kg. Z tohoto tělesa vyčnívaly do prostoru komunikační antény a prvky čidel. Povrch byl pokryt panely napájecích solárních článků. Stabilizaci družice v prostoru zabezpečoval magnetický systém interakcí se zemským magnetickým polem.
Mezi palubní vybavení patřil telemetrický vysílač v pásmu 137 MHz o výkonu 250 mW a vysílač v pásmu 400 MHz o výkonu 1,5 W. Pro povelování a řízení družice sloužil 24kanálový systém s přijímačem na frekvenci 149 MHz. Přístroje pro měření fyzikálních charakteristik byly představovány Geiger-Müllerovým počítačem záření, měřičem nízkofrekvenčního elektromagnetického pole, 16kanálovým frekvenčním analyzátorem a experimentem s měřením elektrického a magnetického pole do frekvence 16 kHz.
Magion 1 ukončil svoji výzkumnou činnost 10. září 1981, kdy vstoupil do hustých vrstev atmosféry a shořel.

## Magion 2
Magion 2 byl vypuštěn 28. září 1989 rovněž z kosmodromu Pleseck, ale s využitím nosné rakety Cyklon 3, spolu s mateřskou družicí Interkosmos 24 v rámci projektu Aktivní.
Po umístění na dráze byly parametry oběžné dráhy družice:
- sklon dráhy 82,6°
- perigeum 498 km
- apogeum 2441 km
- perioda 115,5 min

Družice byla oproti Magionu 1 podstatně větší. Byla tvořena 26stěnem a měla téměř kulový tvar. Její hmotnost dosahovala 50 kg. Díky větší ploše satelitu a solárních článků se zvýšilo množství generované elektrické energie na 12 W. Byla vybavena třísložkovým (vektorovým) a jednosložkovým (skalárním) magnetometrem, rádiovým spektrometrem, třemi plazmovými sondami, analyzátory energetických částic a vlnovým experimentem.
Po oddělení od mateřského tělesa se Magionu 2 otevřel pouze jeden sluneční panel ze čtyř a po deseti dnech přestal vysílat. Spojení bylo obnoveno 21. prosince, poté co se dostal na osvětlenou dráhu a zvýšila se jeho teplota.

## Magion 3

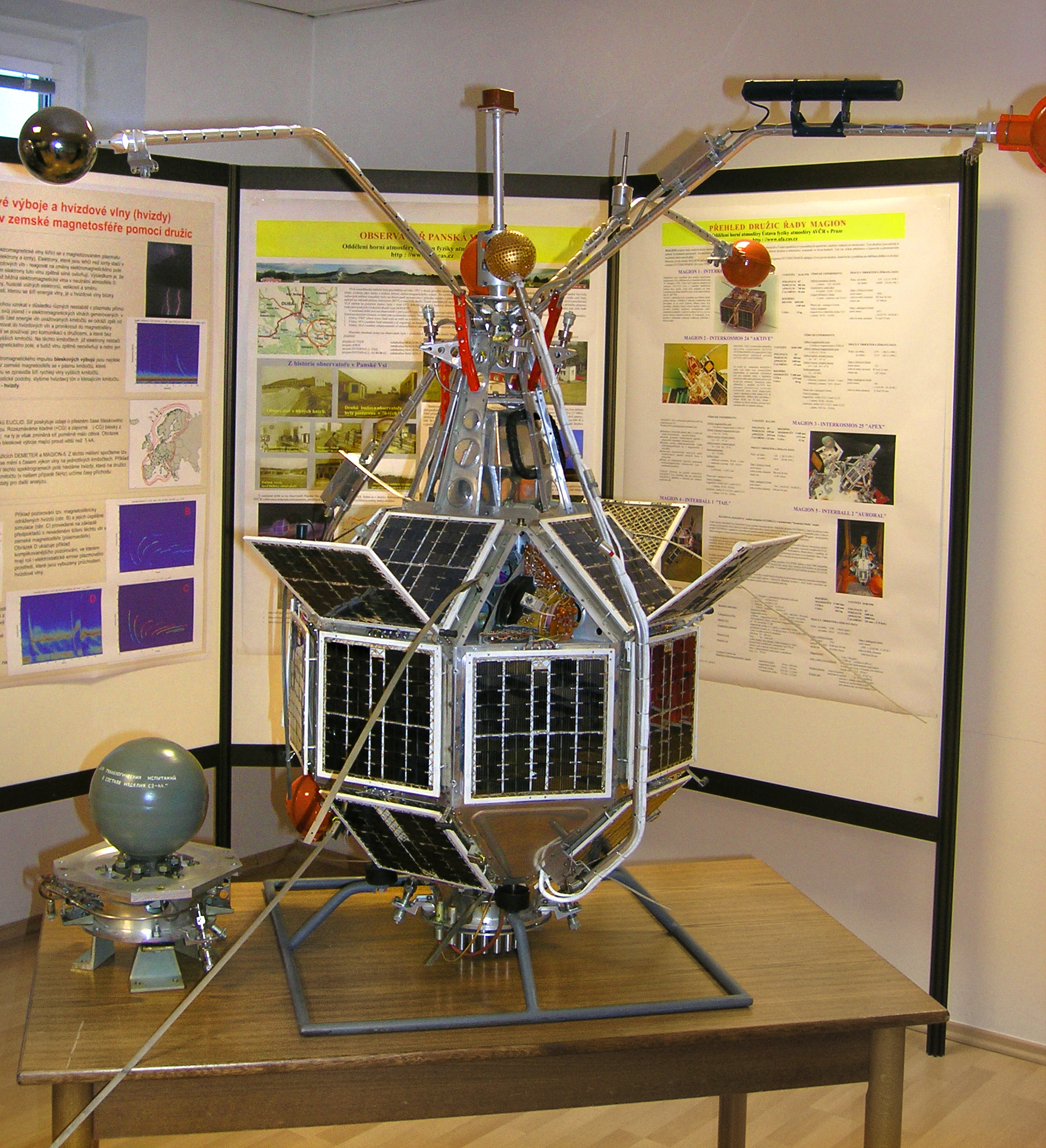
Pozemní testovací model odpovídající družicím Magion 2 až 5

Magion 3 byl vypuštěn 18. prosince 1991 z kosmodromu Pleseck s využitím nosné rakety Cyklon 3 společně s družicí Interkosmos 25 v rámci projektu APEX (Aktivní Plazmový EXperiment).
Po umístění na oběžné dráze byly parametry dráhy družice:
- sklon dráhy 82,6°
- perigeum 436 km
- apogeum 2943 km
- perioda 120,2 min

Družice byla rozměrově i vybavením téměř shodná s Magionem 2, hmotnost se zvýšila na 52 kg.
Rovněž přístrojové vybavení bylo podobné, přibyl fotometr pro měření optických emisí vnější atmosféry Země.
Družice přestala vysílat v září 1992 a nadále zůstává na oběžné dráze.

## Magion 4
Magion 4 byl vypuštěn 3. srpna 1995 z kosmodromu Pleseck s využitím nosné rakety Molnija společně s družicí Interbol-1.
Po umístění na oběžné dráze byly parametry dráhy družice:
- sklon dráhy 70,3°
- perigeum 17 068 km
- apogeum 175 449 km
- perioda 347,2 min

Družice byla rozměrově i vybavením téměř shodná s Magionem 2 a 3, hmotnost se zvýšila na 59 kg. Rovněž přístrojové vybavení bylo podobné, přibyl rentgenový fotometr a dvousložková Langmuirova sonda.
Napájení družice zajišťovalo celkem 14 + 4 paralelně propojených solárních panelů se sekcemi o rozměrech 196 × 196 mm, 6 z nich bylo pevně umístěno na povrchu družice, zbývajících 12 se nacházelo na výklopných ramenech. Jmenovitý proud panelu byl 0,2 A při napětí 14 V. Za ideálních podmínek poskytovaly solární panely až 36 W elektrické energie.
Pro uložení energie byly na palubě dva akumulátory XB-1/2 složené z 10 Ni-Cd článků Varta RSQ-4. Jejich jmenovitá kapacita činila 4 Ah.
Pro změnu orientace v prostoru byla družice vybavena systémem 10 plynových trysek KDU o tahu 0,1±0,007 N umístěných v 6 směrech. Pracovní médium bylo uloženo v tlakové nádobě o objemu 1,85 dm³ při tlaku 22 MPa, tlak v pracovní komoře trysek byl okolo 0,31 MPa. Celkový impulz systému byl 300 Ns.
Palubní počítač byl postaven na bázi mikroprocesoru NSC-800. Zajišťoval sběr a základní zpracování dat z přístrojů, přijímal a interpretoval řídící pokyny, sestavoval telemetrické zprávy a vysílal vědecká data. Pro záznam dat mimo dosah radiové komunikace byl vybaven pamětí o kapacitě 4 Mbit. Radiová komunikace probíhala digitálně na rychlostech 1,23; 5,12; 20,48 anebo 40,96 kbit/s nebo analogově v pásmu širokém 10 Hz – 60 kHz. Frekvence palubních vysílačů byly 136,07 MHz, 137,15 MHz, 400,24 MHz, 400,57 MHz a 1534,75 MHz. Povelové přijímače pracovaly v pásmech 149 MHz a 450 MHz.
Sonda ukončila činnost 23. září 1997.
Pomocí pozorování Magionu 4 byla zjištěna rychlost pohybu magnetopauzy.

## Magion 5
Magion 5 je poslední družicí této řady. Byl vypuštěn 29. srpna 1996 z kosmodromu Pleseck s využitím nosné rakety Molnija společně s družicí Interbol-2 a argentinskou Microsat.
Parametry družice na oběžné dráze:
- sklon dráhy 64,0°
- perigeum 1881 km
- apogeum 18 092 km
- perioda 347,2 min

Družice byla rozměrově i vybavením téměř shodná s předchozími družicemi, hmotnost se zvýšila na 62 kg. Přístrojové vybavení bylo podobné, přibyl analyzátor studeného plazmatu a dvě kamery pro snímání noční strany Země a pozorování optických jevů jako polární záře.
Krátce po dosažení oběžné dráhy však bylo s družicí ztraceno spojení, neboť správně nefungoval solární napájecí systém a došlo k vybití palubních akumulátorů. Družice tak byla považována za mrtvou a jen jednou měsíčně bylo prováděno povelové vysílání aktivačních signálů. Po téměř 20 měsících bylo 7. května 1998 opět navázáno spojení a družice začala odesílat vědecká data. Předpokládá se, že závada odezněla díky opakovanému zahřívání Sluncem a možnému přepálení zkratovaných spojů. Od června 2001 nebylo možno kvůli vyčerpání paliva natáčet sluneční panely, a proto družice vysílala jen v příhodných obdobích. Poslední data z družice byla přijata 2. července 2002.
Magion 5 přispěl k získání poznatků o teplotách elektronů a složení iontů ve výškách nad 300 km.